# Скворцов, Антон Сергеевич
Антон Сергеевич Скворцов (8 июня 2000, Актобе, Актюбинская область, Казахстан) — казахстанский футболист, полузащитник.

## Клубная карьера
Воспитанник актюбинского футбола. Футбольную карьеру начинал в 2016 году в составе клуба «Актобе». 29 октября 2016 года в матче против клуба «Ордабасы» дебютировал в казахстанской Премьер-лиге (1:2), выйдя на замену на 69-й минуте вместо Игоря Бойчука. 6 апреля 2022 года в матче против клуба «Арыс» дебютировал в кубке Казахстана (2:1).

## Клубная статистика
| Игровая карьера | Игровая карьера | Игровая карьера | Лига | Лига | Кубок | Кубок | Межд. | Межд. | Др. | Др. |
| --------------- | --------------- | --------------- | ---- | ---- | ----- | ----- | ----- | ----- | --- | --- |
| 2016            | Актобе          | А               | 1    | 0    | —     | —     | —     | —     | —   | —   |
| 2018            | Актобе-Жас      | Б               | 3    | 0    | —     | —     | —     | —     | —   | —   |
| 2019            | Актобе-Жас      | Б               | 10   | 0    | —     | —     | —     | —     | —   | —   |
| 2020            | Актобе U-21     | В               | 3    | 0    | —     | —     | —     | —     | —   | —   |
| 2022            | Актобе Сити     | В               | 14   | 1    | 2     | 0     | —     | —     | —   | —   |